# Picnodisostose
A picnodisostose  (descrita por Maroteaux-Lamy) é uma doença genética rara. Trata-se de uma displasia esquelética. É uma forma autossômica recessiva de nanismo. 
É caracterizada por:
- osteoesclerose
- deformidades no crânio e na face
- baixa estatura
- acro-osteólise